# Парламентські вибори в Сан-Марино 2006
Парламентські вибори в Сан-Марино пройшли 4 червня 2006 року. Християнсько-демократична партія залишилася найбільшою партією парламенту, отримавши 21 з 60 місць. Явка склала 72%. 
Партія соціалістів і демократів, Народний альянс демократів за республіку і Об'єднані ліві, які здобули разом 32 місця в парламенті, сформували правлячу коаліцію.

## Контекст
У 2005 році Соціалістична партія об'єдналася з Партією демократів. 

## Виборча система
У виборах могли брати участь громадяни Сан-Марино, які досягли 18 років.

## Результати
| Партія                                                       | Голоси | %    | Місць | +/–  |
| ------------------------------------------------------------ | ------ | ---- | ----- | ---- |
| Християнсько-демократична партія                             | 7 257  | 32,9 | 21    | -4   |
| Партія соціалістів і демократів                              | 7 017  | 31,8 | 20    | +5   |
| Народний альянс демократів за республіку                     | 2 657  | 12,1 | 7     | +2   |
| Об'єднані ліві                                               | 1 911  | 8,7  | 5     | +3   |
| Нова соціалістична партія                                    | 1 194  | 5,4  | 3     | нова |
| Ми санмаринці                                                | 558    | 2,5  | 1     | нова |
| Народ Сан-Марино                                             | 535    | 2,4  | 1     | нова |
| Національний альянс                                          | 512    | 2,3  | 1     | 0    |
| Санмаринці за свободу                                        | 405    | 1,8  | 1     | нова |
| Недійсних/порожніх бюлетенів                                 | 769    | –    | –     | –    |
| Всього                                                       | 22 815 | 100  | 60    | 0    |
| Зареєстрованих виборців/ Явка                                | 31 759 | 71,8 | –     | –    |
| Джерело: IPU [Архівовано 24 вересня 2015 у Wayback Machine.] |        |      |       |      |